# Saint-Coulitz
Saint-Coulitz is een gemeente in het Franse departement Finistère (regio Bretagne) en telt 386 inwoners (1999). De plaats maakt deel uit van het arrondissement Châteaulin.

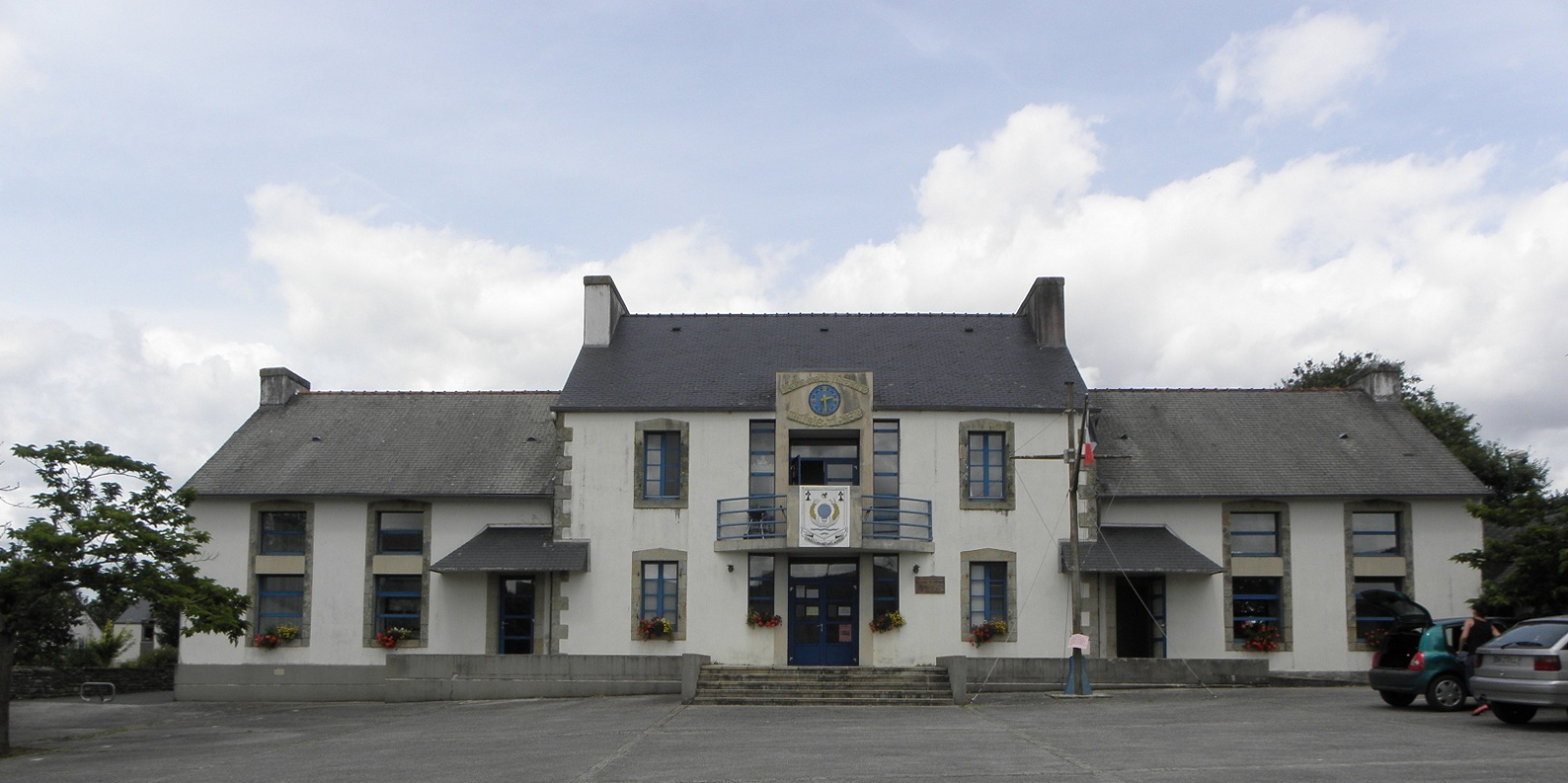
Gemeentehuis
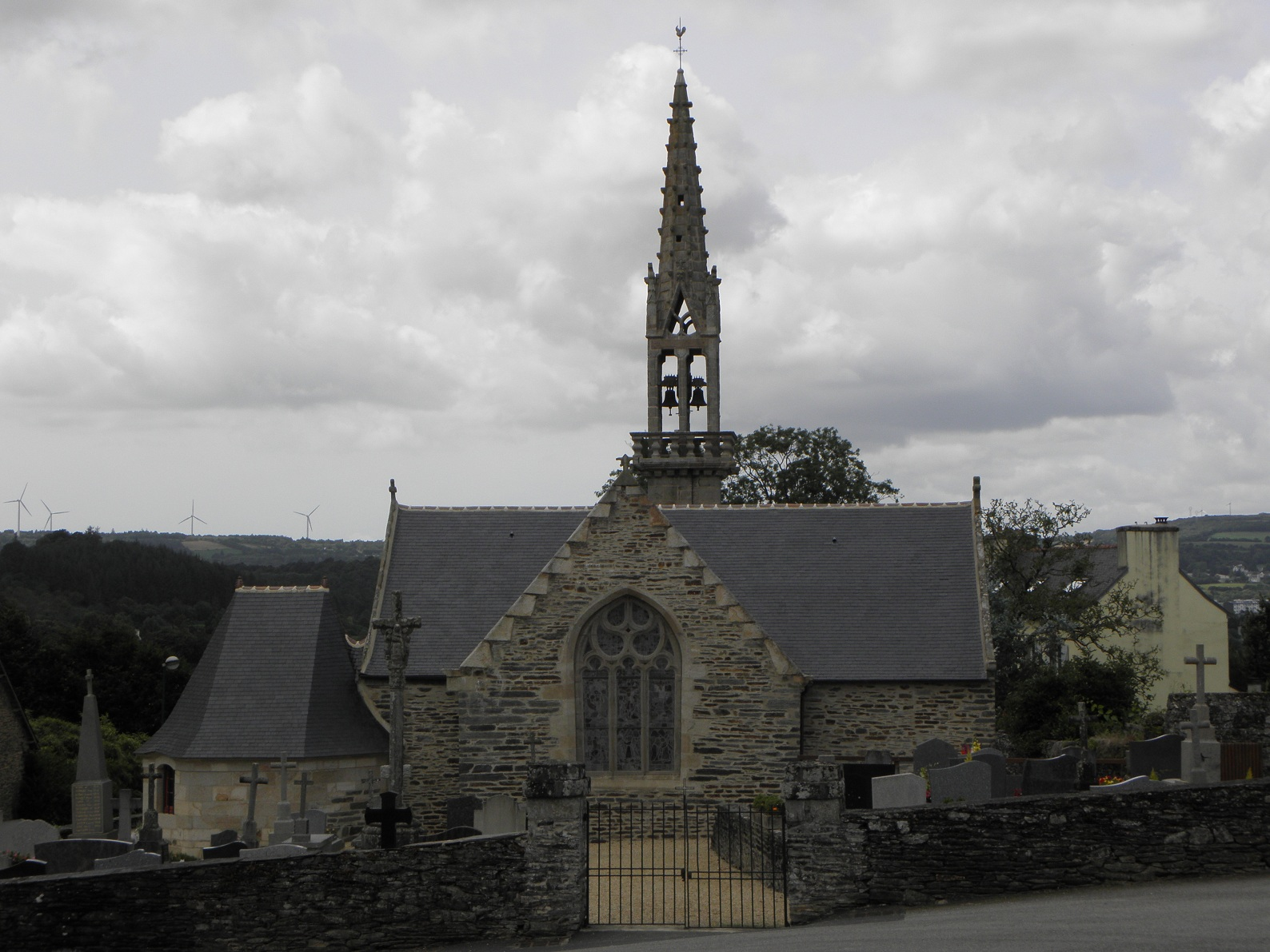
Kerk van Saint-Coulitz

## Geografie
De oppervlakte van Saint-Coulitz bedraagt 11,1 km², de bevolkingsdichtheid is 34,8 inwoners per km².
De onderstaande kaart toont de ligging van Saint-Coulitz met de belangrijkste infrastructuur en aangrenzende gemeenten.

## Demografie
Onderstaande figuur toont het verloop van het inwonertal (bron: INSEE-tellingen).
1. ↑  Populations de référence 2022.